# BEST〜風〜
『BEST〜風〜』（ベスト・かぜ）は、日本のシンガーソングライターである長渕剛のベスト・アルバム。
2002年6月26日にフォーライフミュージックエンタテイメントより2枚組でリリースされた。
それまでに発表された楽曲の中から、長渕本人によって幅広く選曲されている。

## 背景
前作『空』（2001年）リリース後、長渕は10月3日の神戸国際会館から12月27日の沖縄コンベンションセンター に至るまで、全国21都市全26公演におよぶライブツアー「LIVE 2001 空/SORA」を開催した。さらに翌2002年には1月20日の名古屋レインボーホールから2月9日の日本武道館に至るまで、全国5都市全8公演におよぶ追加ツアー「LIVE 2002 空/SORA in ARENA TOUR」を開催した。
5月9日にはシングル「静かなるアフガン」をリリース、この曲は2001年9月11日に発生したアメリカ同時多発テロ事件とアメリカが報復として行ったアフガニスタン紛争をテーマとした曲であったが、アメリカを批判した歌詞の内容が問題となり、ほぼすべてのテレビ、ラジオ局にて放送禁止歌とされた。

## 構成
本作はフォーライフよりリリースされているが、旧所属レコード会社の東芝EMI時代の曲も収録されている。各シングル、アルバムからの選曲は以下の通りとなっている。
シングル
- 「日めくりの愛」（1982年） - シングル「花いちもんめ」のカップリング
- 「GOOD-BYE青春」（1983年）
- 「静かなるアフガン」（2002年）

アルバム
- 『風は南から』（1979年） - 「巡恋歌」、「いつものより道もどり道」
- 『乾杯』（1980年） - 「もう一人の俺」、「プライベート」
- 『長渕剛LIVE』（1981年） - 「俺らの旅はハイウェイ」
- 『HEAVY GAUGE』（1983年） - 「すべてほんとだよ!!」、「午前0時の向こう側」
- 『HOLD YOUR LAST CHANCE』（1984年） - 「スローダウン」
- 『LICENSE』（1987年） - 「泣いてチンピラ」、「LICENSE」
- 『NEVER CHANGE』（1988年） - 「乾杯」
- 『JEEP』（1990年） - 「電信柱にひっかけた夢」、「JEEP」
- 『JAPAN』（1991年） - 「JAPAN」、「しゃぼん玉」、「I love you」
- 『Captain of the Ship』（1993年） - 「RUN」、「ガンジス」
- 『家族』（1996年） - 「家族」
- 『ふざけんじゃねぇ』（1997年） - 「英二」、「いのち」、「ひまわり」

## 批評
| 専門評論家によるレビュー | 専門評論家によるレビュー |
| レビュー・スコア         | レビュー・スコア         |
| 出典                     | 評価                     |
| ------------------------ | ------------------------ |
| CDジャーナル             | 肯定的                   |

音楽情報サイト『CDジャーナル』では、「フォークかロックか的文脈で語られることの多かった長渕だが、Disc-1の(4)は彼もビジュアル系ロックの祖の一人であることの証明だ」、「都会の路地裏の匂いと、男の強さと弱さをギターに託して歌い続ける、ひとりの"侍"の姿がここに」と評されている。

## チャート成績
オリコンチャートでは最高位5位、登場回数10回となり、売り上げは約15万枚となった。

## 収録曲
全作詞・作曲: 長渕剛（特記除く）。
| #         | タイトル                       | 作詞      | 作曲・編曲 | 編曲             | 初出作品                               | 時間 |
| --------- | ------------------------------ | --------- | ---------- | ---------------- | -------------------------------------- | ---- |
| 1.        | 「巡恋歌」                     |           |            | 鈴木茂           | シングル「巡恋歌」                     | 3:32 |
| 2.        | 「いつものより道もどり道」     |           |            | 石川鷹彦         | アルバム『風は南から』                 | 4:13 |
| 3.        | 「もう一人の俺」               |           |            | 長渕剛、瀬尾一三 | アルバム『乾杯』                       | 5:01 |
| 4.        | 「交差点」                     |           |            | 笛吹利明、長渕剛 | アルバム『時代は僕らに雨を降らしてる』 | 5:06 |
| 5.        | 「俺らの旅はハイウェイ」       |           |            | 長渕剛           | アルバム『長渕剛LIVE』                 | 3:59 |
| 6.        | 「すべてほんとだよ!!」         |           |            | 笛吹利明         | アルバム『HEAVY GAUGE』                | 3:46 |
| 7.        | 「午前0時の向こう側」          |           |            | 長渕剛           | アルバム『HEAVY GAUGE』                | 5:15 |
| 8.        | 「プライベート」               |           |            | 長渕剛           | アルバム『乾杯』                       | 3:38 |
| 9.        | 「GOOD-BYE青春」(作詞：秋元康) |           |            | 瀬尾一三         | シングル「GOOD-BYE青春」               | 3:28 |
| 10.       | 「日めくりの愛」               |           |            | 瀬尾一三         | シングル「花いちもんめ」               | 3:10 |
| 11.       | 「スローダウン」               |           |            | 長渕剛、山里剛   | アルバム『HOLD YOUR LAST CHANCE』      | 5:34 |
| 12.       | 「乾杯」                       |           |            | 瀬尾一三、長渕剛 | シングル「乾杯」                       | 5:28 |
| 13.       | 「泣いてチンピラ」             |           |            | 瀬尾一三、長渕剛 | アルバム『LICENSE』                    | 4:27 |
| 14.       | 「LICENSE」                    |           |            | 瀬尾一三、長渕剛 | アルバム『LICENSE』                    | 6:39 |
| 15.       | 「電信柱にひっかけた夢」       |           |            | 矢島賢           | アルバム『JEEP』                       | 5:10 |
| 合計時間: | 合計時間:                      | 合計時間: | 合計時間:  | 68:26            |                                        |      |

| #         | タイトル                         | 作詞      | 作曲・編曲 | 編曲                                              | 初出作品                        | 時間  |
| --------- | -------------------------------- | --------- | ---------- | ------------------------------------------------- | ------------------------------- | ----- |
| 1.        | 「JEEP」                         |           |            | 瀬尾一三、長渕剛                                  | シングル「JEEP」                | 3:43  |
| 2.        | 「JAPAN」                        |           |            | 瀬尾一三、長渕剛                                  | アルバム『JAPAN』               | 6:45  |
| 3.        | 「しゃぼん玉」                   |           |            | 瀬尾一三、長渕剛                                  | シングル「しゃぼん玉」          | 4:56  |
| 4.        | 「I love you」                   |           |            | 瀬尾一三、長渕剛                                  | アルバム『JAPAN』               | 6:09  |
| 5.        | 「RUN」                          |           |            | 瀬尾一三、長渕剛                                  | シングル「RUN」                 | 5:38  |
| 6.        | 「ガンジス」                     |           |            | 瀬尾一三、長渕剛                                  | アルバム『Captain of the Ship』 | 9:56  |
| 7.        | 「家族」(作詞：長渕剛、髙山文彦) |           |            | 長渕剛                                            | アルバム『家族』                | 10:13 |
| 8.        | 「英二」                         |           |            | 瀬尾一三、長渕剛                                  | アルバム『ふざけんじゃねぇ』    | 5:23  |
| 9.        | 「いのち」                       |           |            | 瀬尾一三、長渕剛／Strings & Synth. Arr.：瀬尾一三 | アルバム『ふざけんじゃねぇ』    | 5:28  |
| 10.       | 「ひまわり」                     |           |            | 笛吹利明、長渕剛                                  | シングル「ひまわり」            | 6:47  |
| 11.       | 「静かなるアフガン」             |           |            | 笛吹利明、長渕剛                                  | シングル「静かなるアフガン」    | 6:09  |
| 合計時間: | 合計時間:                        | 合計時間: | 合計時間:  | 71:07                                             |                                 |       |

## スタッフ・クレジット
- 長渕剛 - プロデューサー
- ボビー・ハタ - マスタリング・エンジニア
- 加藤謙吾 - エンジニア補助
- 中津直也 - エンジニア補助
- 池田雅彦 - A&Rディレクター
- 横田利夫 - アーティスト・プロモーター
- 和井内貞宣 - コーディネーター
- 荒井博文 - アート・ディレクション、デザイナー
- 岩上伸一 - アート・ディレクション、デザイナー
- NAOMI KURA -  - アート・ディレクション、デザイナー
- 大川壮一郎 - 写真撮影
- タムジン - 写真撮影
- 藤田雅博 - 写真撮影
- 石塚康之 - 写真撮影
- 渋谷高行 - スーパーバイザー
- 後藤由多加 - エグゼクティブ・プロデューサー